# THIS IS INSTRUMENTAL
『THIS IS INSTRUMENTAL』（ディス イズ インストゥルメンタル）は、2012年2月8日に発売されたACIDMANのインストゥルメンタル・ベストアルバム。

## 概要
- ACIDMAN 15th & 10th Anniversaryリリース第2弾。
- ACIDMAN初のインストゥルメンタル・ベストアルバム。
- それまで発表されて来たインスト曲がアルバムシングル問わず収録されている。ただしアルバムのイントロダクションや次の曲と繋がるインスト曲は収録されていない[1]。また、「赤色群像」、「ベガの呼応」、「EVERGREEN」はMV同様に組曲「THE LIGHT」として繋げて収録されているため、いずれもシングル版とは異なっている。
- ベストアルバム『ACIDMAN THE BEST』、初のライブアルバム『Second line & Acoustic live at 渋谷公会堂20111013』、そしてそれらを同梱した『ACIDMAN THE BEST BOX』と同時発売。
- 初回限定版にはそれまでのインスト曲のミュージック・ビデオ8作品を収録したDVDが付属。

## 収録曲

### DISK1
1. at
1stアルバム『創』収録曲。
2. water room
4thアルバム『and world』収録曲。
3. Slow View
2ndアルバム『Loop』収録曲。
4. 彩-SAI-(前編)
3rdアルバム『equal』収録曲。
5. SOL
4thアルバム『and world』収録曲。
6. AM2:00
5thアルバム『green chord』収録曲。
7. 真っ白な夜に
8thアルバム『ALMA』収録曲。
8. Dawn Chorus
5thアルバム『green chord』収録曲。
9. room NO.138
6thアルバム『LIFE』収録曲。
10. ucess
7thアルバム『A beautiful greed』収録曲。
11. talk
7thシングル『equal e.p. 』収録曲。
12. Walking Dada
11thシングル『スロウレイン』収録曲。
13. THE LIGHT 〜赤色群像〜
13thシングル『REMIND』収録曲。
MVと同様にシングル版から演奏時間が短縮されている。
14. THE LIGHT 〜ベガの呼応〜
14thシングル『UNFOLD』収録曲。
前曲と同様に演奏時間が短縮されている
15. THE LIGHT 〜EVERGREEN〜
15thシングル『式日』収録曲。
MV同様、こちらは演奏時間が延長されている。

### DISK2(DVD)
1. at
2. Slow View
3. 彩-SAI-(前編)
4. SOL
5. water room
6. Walking Dada
7. ucess
8. THE LIGHT 〜赤色群像・ベガの呼応・EVERGREEN〜feat.Candle JUNE